# Renault Captur
Renault Captur — компактний кросовер завдовжки 4,12 м французької компанії Renault.

## Перше покоління (2013—2019)

### Renault Captur (платформа B)

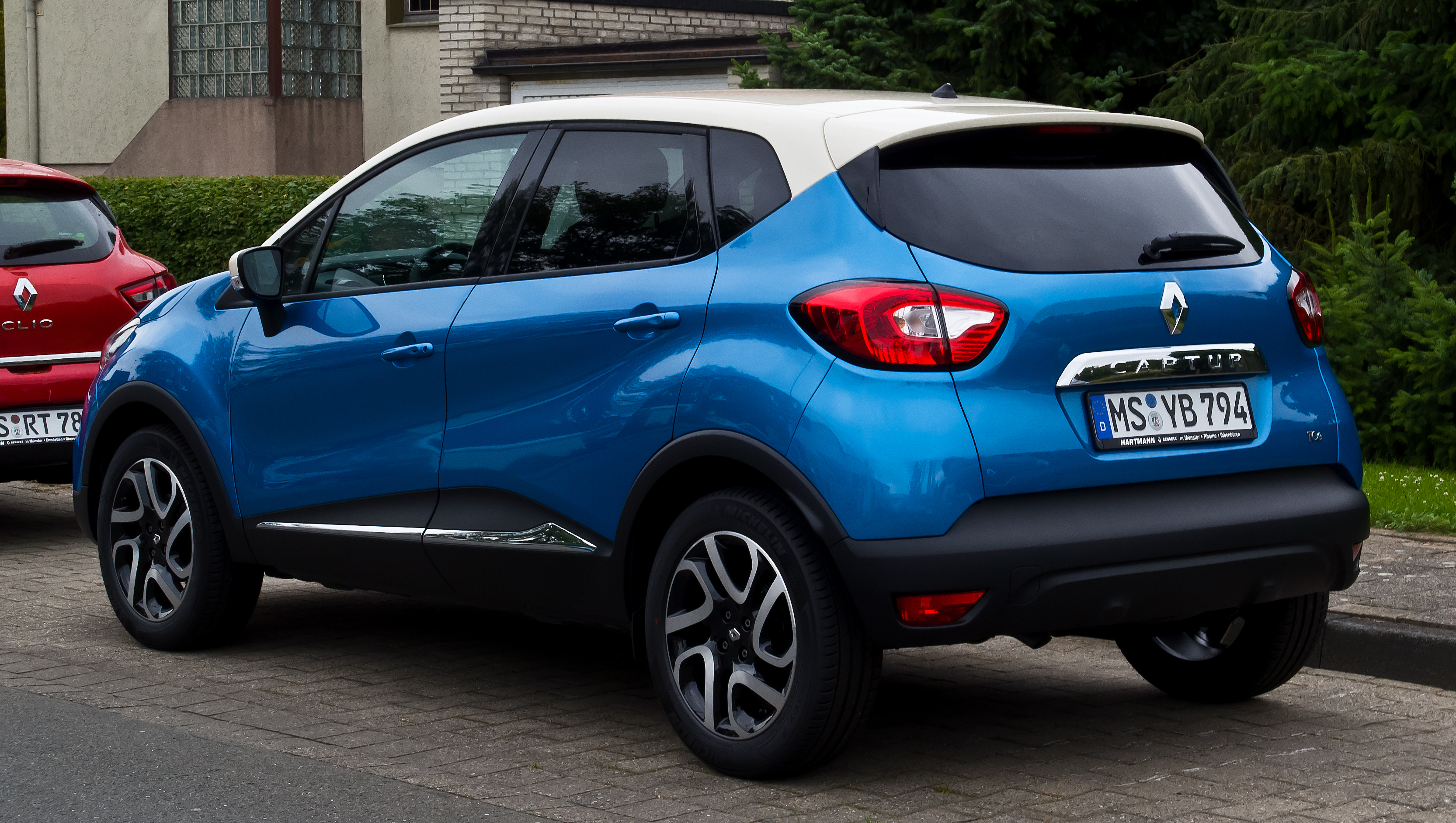
Renault Captur

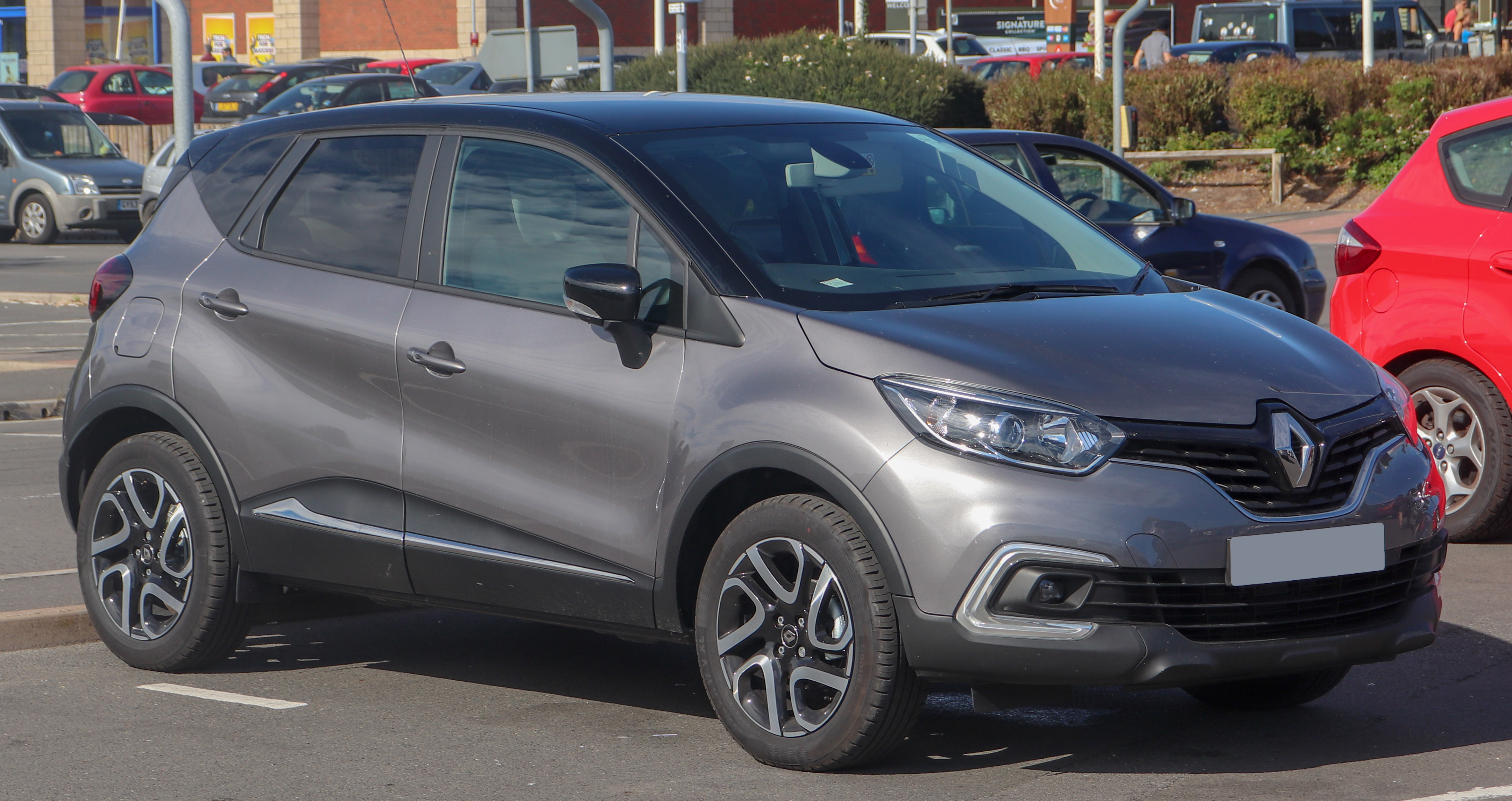
Renault Captur (2017-2019)

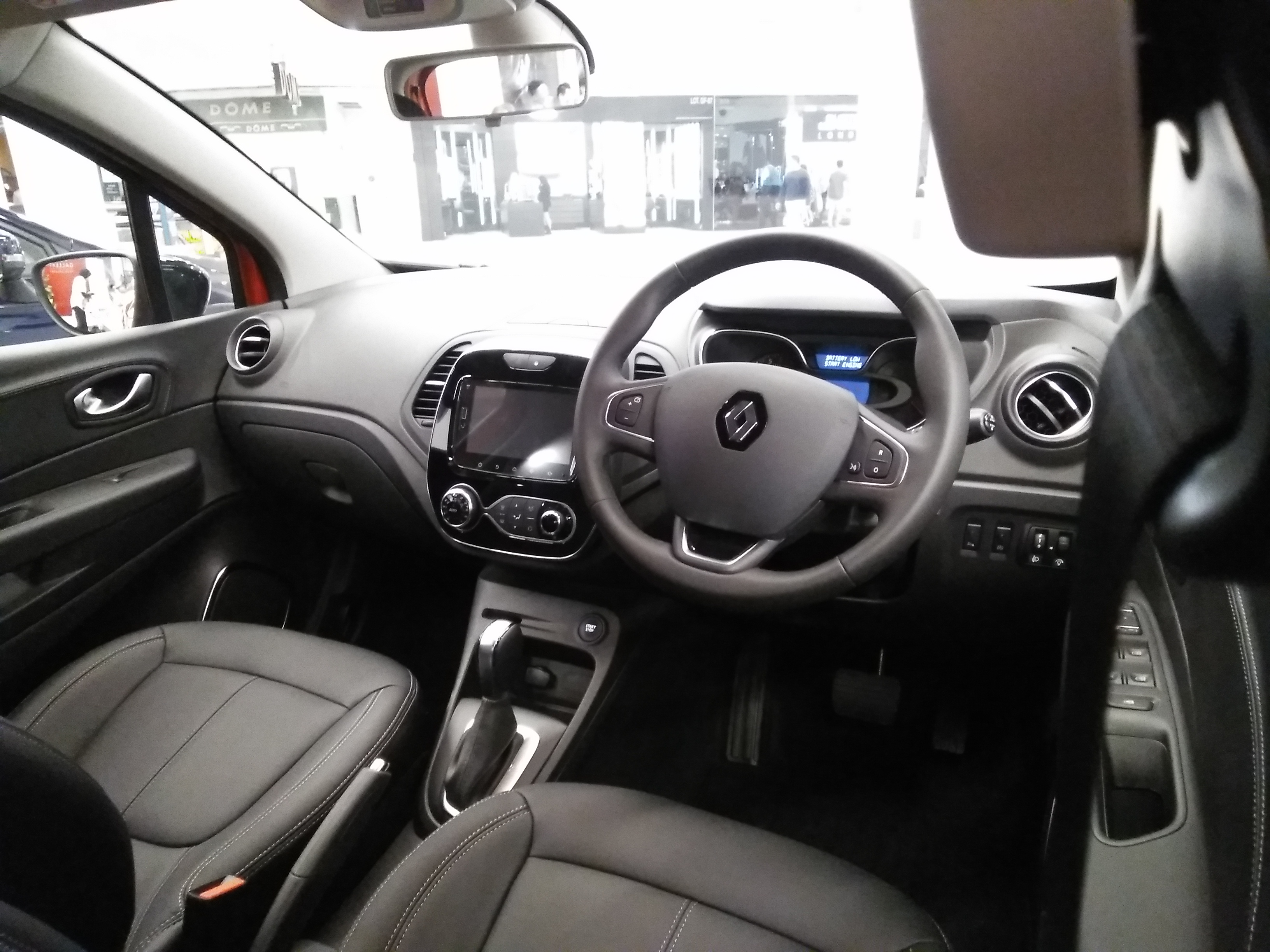
Renault Captur

Світова прем'єра серійного автомобіля відбулася на Женевському автосалоні на початку березня 2013 року. Дизайнер автомобіля — Лоренс ван ден Акер.
Captur створений на базі хетчбека Renault Clio IV покоління. Автомобіль оснащується моторами двох типів: бензиновими на 0,9-1,2 л або дизельними 1,5-літровими. Оснащення автомобіля включає безключовий доступ, мультимедійну систему R-Link, клімат-контроль та інше. Виробництво на заводі Renault в Іспанії розпочато в другій половині 2013 року.
В Південній Кореї він продається під маркою Samsung QM3.
Конкурентами Renault Captur є Ford EcoSport, Opel Mokka, і Peugeot 2008.
Кросовер Captur представлений в Expression+, Dynamic Nav, Dynamic S Nav і Signature Nav версіях. На початку було представлено модель Expression, але через відсутність попиту її зняли з виробництва. Натомість компанія запропонувала спеціально розроблену лімітовану модель Iconic Nav.
Базова модель Expression+ пропонує: CD стерео з Bluetooth, USB слотами та AUX розеткою. Інші моделі оснащені: системою «MediaNav» з 7-дюймовим сенсорним екраном, системою супутникової навігації та функцією гучного зв'язку. Модель Signature Nav отримала: пакет «Techno» з R-link мультимедіа, який містить навігацію «TomTom Live», картографію міст Європи та камеру паркування. Моделі Dynamique S і Signature отримали задні сенсори паркування. Дбаючи про безпеку, компанія оснастила Captur: фіксаторами ISOFIX, запобіжними замками задніх дверей, індикаторами нагадування ременів безпеки та передніми підголівниками.
Багажний відділ 377 л, а у відкритому стані — 455 л.
Посадка у водія — висока. Огляд — добрий. Оборотів керма від упору до упору — 2 ½. На трасі на Captur комфортно їхати зі швидкістю до 170 км/год. Шум у салон проникає лише на швидкості понад 125 км/год, однак в салоні можна розмовляти, не підвищуючи голосу. Час розгону до 100 км/год у Captur — 13 секунд.

#### Двигуни
| Модель          | Код двигуна | Об'єм см³ | Циліндри/ Клапани | Потужність кВт (к.с.) при об/хв | Крутний мемент Нм при об/хв |           |           |
| Бензинові       | Бензинові   | Бензинові | Бензинові         | Бензинові                       | Бензинові                   | Бензинові | Бензинові |
| --------------- | ----------- | --------- | ----------------- | ------------------------------- | --------------------------- | --------- | --------- |
| 0.9 TCe 90      | H4Bt        | 898       | 3/12              | 66 (90) / 5250                  | 135 / 2500                  |           |           |
| 1.2 TCe 120 EDC | H5Ft        | 1199      | 4/16              | 88 (120) / 4900                 | 190 / 2000                  |           |           |
| 1.3 TCe 150 EDC | H5Ht        | 1330      | 4/16              | 110 (150) / 5000                | 250 / 1700                  |           |           |
| Дизельні        |             |           |                   |                                 |                             |           |           |
| 1.5 DCI 90      | K9K         | 1461      | 4/16              | 66 (90) / 4000                  | 220 / 1750                  |           |           |
| 1.5 DCI 110     | K9K         | 1461      | 4/16              | 81 (110) / 4000                 | 260 / 1750                  |           |           |

### Renault Kaptur (платформа B0)

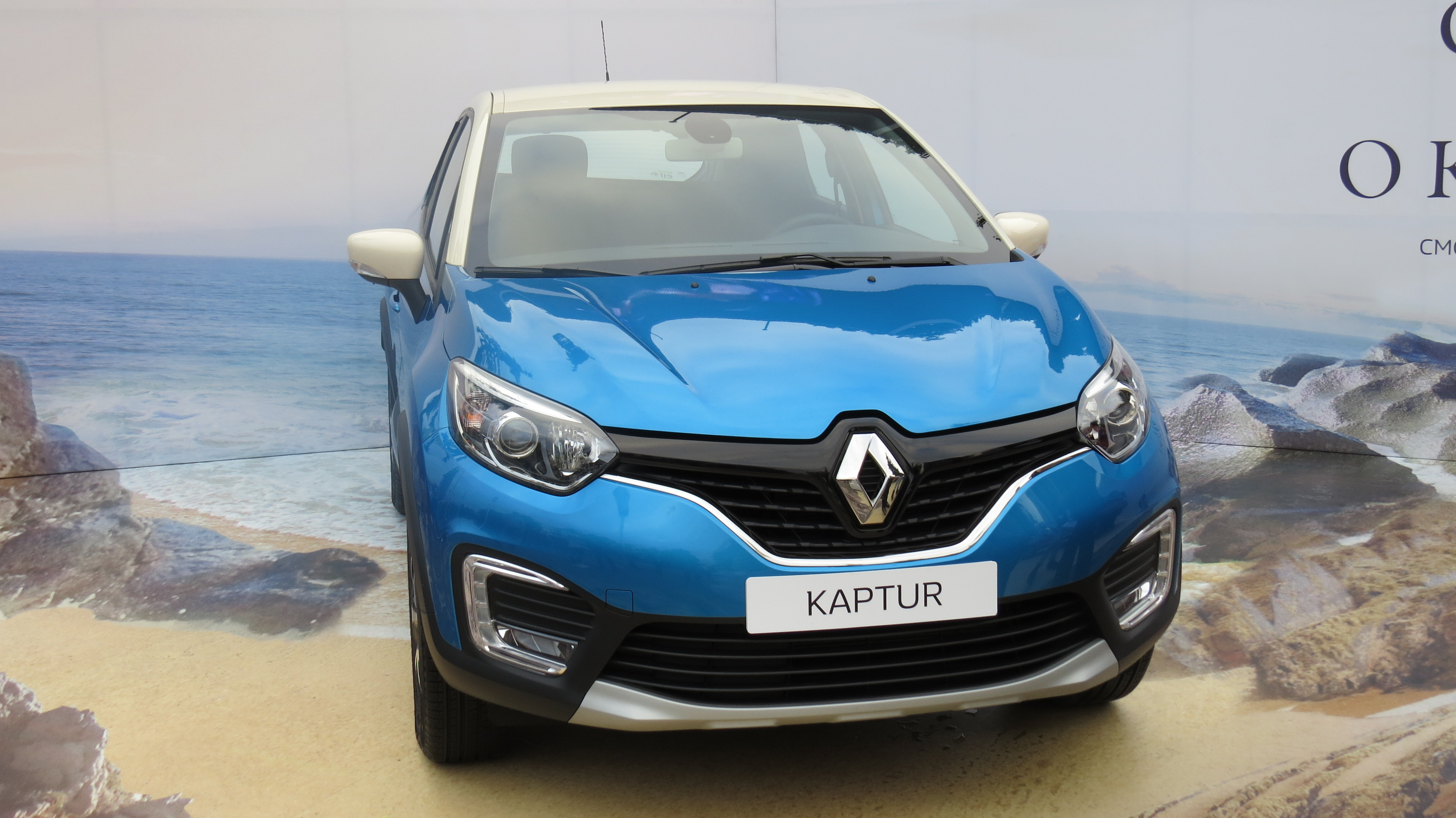

30 березня 2016 року відбулася прем'єра моделі Renault Kaptur для російського ринку. Від базової моделі модифікація відрізняється збільшеними розмірами кузова і великим дорожнім просвітом.
Renault Kaptur для російського ринку створений на платформі Dacia B0 моделі Renault Duster, яка передбачає наявність повнопривідних версій. Автомобіль оснащується бензиновими моторами об'ємом 1,6 і 2,0 літра в поєднанні з механічною коробкою передач, автоматичною коробкою передач або варіатором.
Виробництво моделі Renault Kaptur почалося на московському заводі Рено-Росія 27 квітня 2016 року. Продажі стартували в червні 2016 року.

#### Двигуни
| Модель  | Код двигуна | Об'єм    | Конфігурація | Потужність                        | Крутний момент        | Максимальна швидкість | Розгін 0-100 км/год (0-62 миль) | Витрати пального (комбіновано) |
| ------- | ----------- | -------- | ------------ | --------------------------------- | --------------------- | --------------------- | ------------------------------- | ------------------------------ |
| 1.6 16V | K4M         | 1598 см3 | Р4 DOHC      | 114 к.с. (80 кВт) при 5500 об/хв  | 156 Нм при 3750 об/хв | 166-169 км/год        | 12.3-12.9 с                     | 7 л/100 км                     |
| 2.0 16V | F4R         | 1998 см3 | Р4 DOHC      | 143 к.с. (102 кВт) при 5500 об/хв | 200 Нм при 3750 об/хв | 180-185 км/год        | 10.5-11.2 с                     | 8-8.9 л/100 км                 |

## Друге покоління (з 2019)

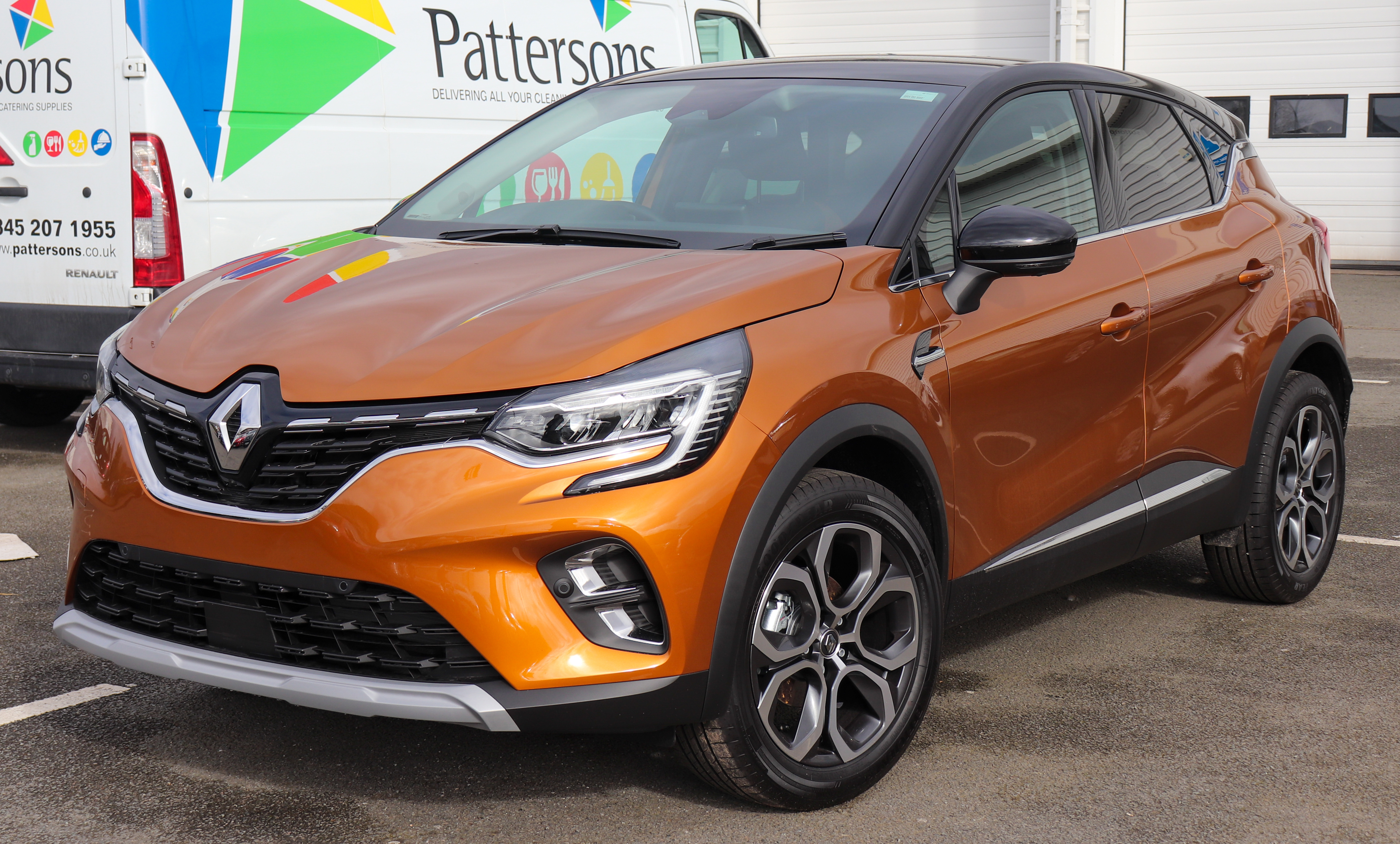
Renault Captur II (2019-2024)

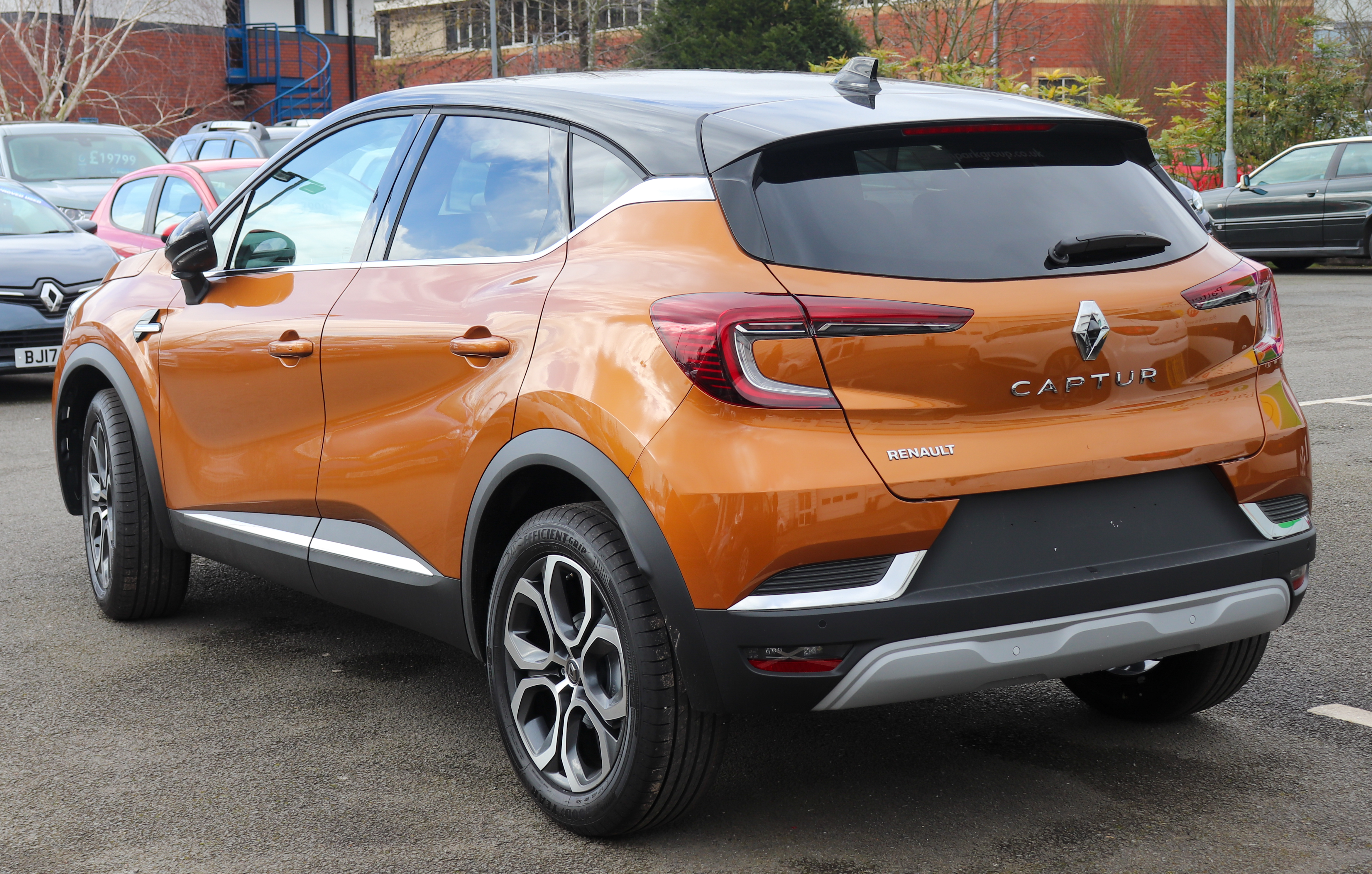
Renault Captur II

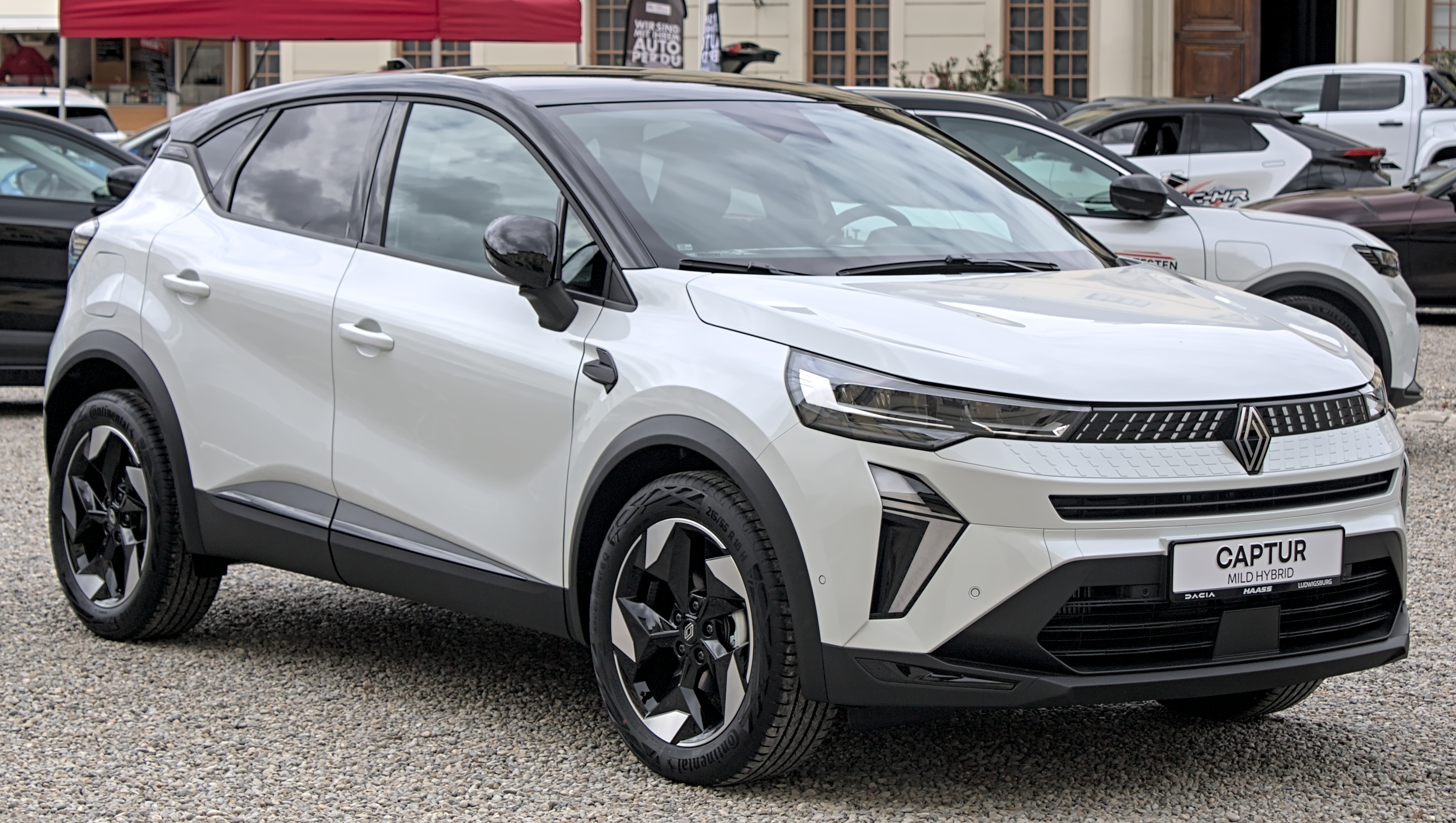
Renault Captur II (з 2024)

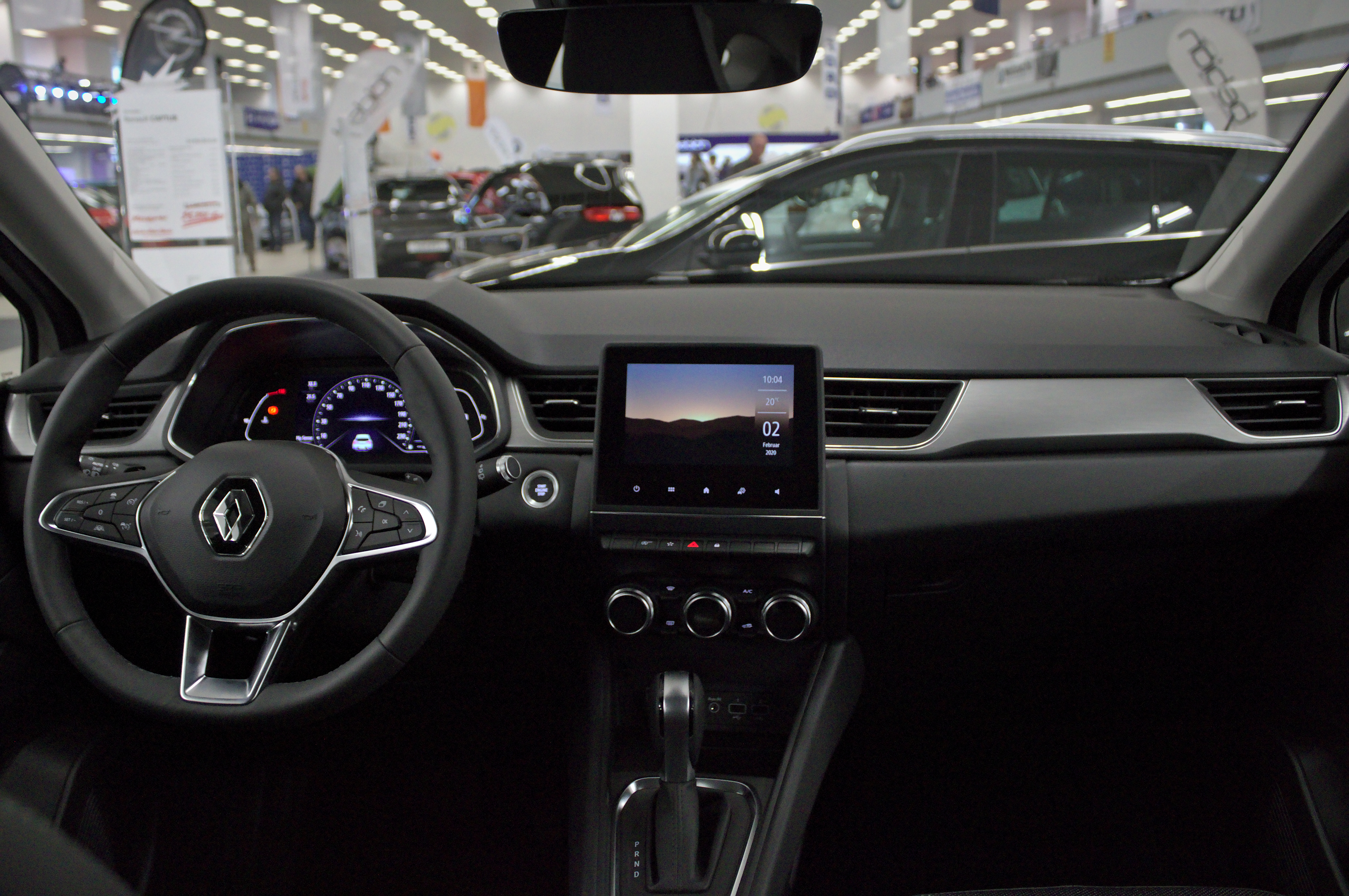

Автомобіль збудовано на модульній платформі CMF-B. Агрегати заявлені наступні: бензинові TCe 100 (турбо 1.0 л. І3 з п'ятиступеневою МКПП, 100 к.с., 160 Нм), TCe 130 (турбо 1.3 л І4 з шестиступеневою МКПП або семиступінчастим «роботом», 130 к.с., 240 Нм), TCe 155 (мотор 1.3 л, тільки з «роботом», 155 к.с., 270 Нм), а також дизелі Blue dCi 95 (1.5 з МКПП на шість швидкостей, 95 к.с., 240 Нм) і Blue dCi 115 (1.5, шестиступенева МКПП або семиступінчастий «робот», 115 к.с., 260 Нм).
В Україні друге покоління дебютувало лише у 2021 році. В нашій країні Captur продаватиметься у трьох комплектаціях: Zen, Intense та Intense Limited edition.

### Renault Captur E-Tech
У автомобіля з'явився гібридний варіант E-Tech. Силова установка містить бензиновий атмосферний мотор 1.6 з модифікаціями, пристосовують їх до роботи в складі гібридної установки, і пару електромоторів.
Місткість тягової батареї дорівнює 9,8 кВт•год, а напруга — 400 В. Кросовер Captur E-Tech заряджається від розетки (він Plug-in Hybrid). Запас ходу без запуску ДВЗ становить 50 км в змішаному циклі WLTP і 65 км в міському циклі.
В режимі PHEV Renault Captur розвиває максимальну швидкість 135 км/год. До відмітки «100» на спідометрі гібридному кросоверу потрібно 10,1 с.

### Двигуни
- 1.0 TCe І3 100 к.с. 160 Нм
- 1.3 TCe І4 130 к.с. 240 Нм
- 1.3 TCe І4 155 к.с. 270 Нм
- 1.6 H4M I4 (E-Tech) Hybrid 160 к.с.
- 1.5 Blue dCi І4 95 к.с. 240 Нм
- 1.5 Blue dCi І4 115 к.с. 260 Нм

## Продажі
| рік  | Світові продажі | Світові продажі |
| рік  | Captur          | Captur GA       |
| ---- | --------------- | --------------- |
| 2016 | 243,797         | 15,160          |
| 2017 | 232,733         | 62,147          |
| 2018 | 230,070         | 78,907          |
| 2019 | 239,332         | 69,812          |